# Leolvasási keret
A biológiában a leolvasási keret vagy olvasási keret (reading frame, RF)  a DNS vagy RNS a három nukleotidból álló kodon folyamatos, nem átfedő készlete. Egyszálú RNS-molekulán három lehetséges olvasási keret létezik, melyek egyenként a három nukleotidról indulnak ki. Kétszálú DNS-en hat lehetséges olvasási keret van, mivel mindkét szál lehet kódoló. Azt az olvasási keretet, mely tartalmaz egy start és egy stop kodont, nyitott leolvasási keretnek (open reading frame, ORF) nevezzük.

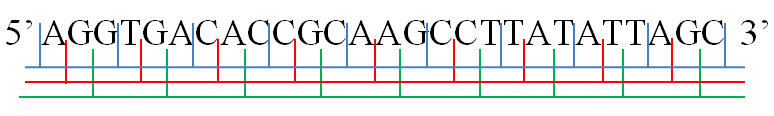
A három lehetséges leolvasási keret:
AGG·TGA·CAC·CGC·AAG·CCT·TAT·ATT·AGC
A·GGT·GAC·ACC·GCA·AGC·CTT·ATA·TTA·GC
AG·GTG·ACA·CCG·CAA·GCC·TTA·TAT·TAG·C

A három lehetséges leolvasási keret egy oligonukleotid molekulán, színekkel jelölve.
A leolvasás mindig balról jobbra, vagyis az 5' irányból a 3' irány felé történik. Jelen esetben a zöld színnel jelölt keretben található egy transzlációs start kodon (GTG) a molekula végén pedig ugyanebben a keretben egy STOP kodon (TAG). Egy jóval hosszabb molekula esetén ez a keret nyitott olvasási keretnek (Open Reading Frame-nek) minősülne. Ha a négy lehetséges nukleotidból véletlenszerűen állítanánk össze egy polinukleotid molekulát, átlagosan egy keretben 21 kodononként fordulna elő egy STOP kodon. Az ennél jóval hosszabb, általában a legalább 300 nukleotidot – vagyis 100 kodont – kitevő ORF-okat lehetséges génnek tekintik. Ez még önmagában nem jelenti azt, hogy kódol is valamilyen fehérjét, vagy hogy egyáltalán átíródik ez a régió. 
Előfordul, hogy ugyanaz a DNS régió egyszerre több gént is kódol, melyek egymás mellett léteznek a különböző olvasási keretekben. Például a fenti képen a zöld olvasási keretben található start kodon (GTG) átfed a kék keretben található TGA-val, ami egy STOP kodon. Ez nem befolyásolja a zöld keretet, ugyanakkor STOP kodonja lehet egy fehérjekódoló génnek a kék keretben.